# Koremasphaera colonus
Koremasphaera colonus, monotipična vrsta isopodnih račića u rodu Koremasphaera koju je 2003 godine otkrio N. L. Bruce. Jedini poznati lokalitet gdje ova vrsta živi je oko pola kilometra južno od Point Hicksa, u saveznaoj australskoj državi Victoria. Moguće da je komensal na spužvama
U tekstu se ime često javlja i u obliku Koremosphaera  i Koremosphaera colonus, što je Lapsus calami